# Oldřich Kulhánek

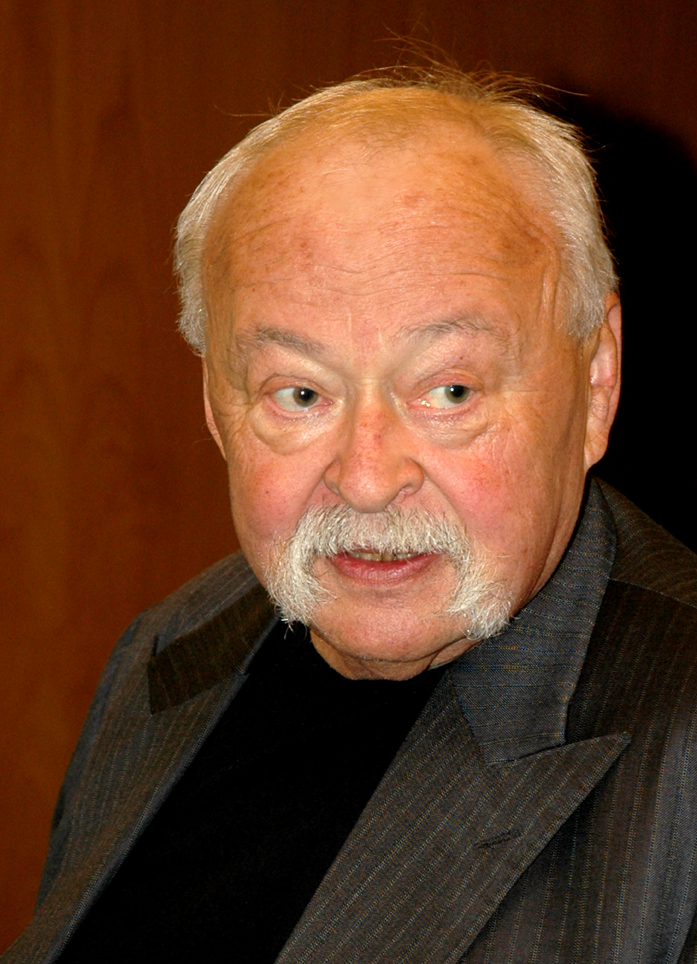
Oldřich Kulhánek (2012)

Oldřich Kulhánek (* 26. Februar 1940 in Prag; † 28. Januar 2013 ebenda) war ein tschechischer Maler, Grafiker, Illustrator, Bühnenbildner und Pädagoge.

## Leben
Kulhánek studierte von 1953 bis an der Kunstgewerbehochschule in Prag bei Karel Svolinský. Seine erste Ausstellung hatte er 1968.
Einige seiner Grafiken aus den Jahren 1968–1971, die Vertreter sozialistischer Länder, unter ihnen Josef Stalin, angeblich diffamieren sollten, wurden vor 1989 in der kommunistischen Tschechoslowakei verfolgt. Kulhánek verbrachte einen Monat im Gefängnis, danach verhörte ihn die StB regelmäßig. Die betreffenden Grafiken konnten versteckt und in den 1990er-Jahren unter dem Titel Prohibita veröffentlicht werden.
Kulhánek gestaltete die Grafik der zeitgenössischen tschechischen Kronenbanknoten. An diese zweijährige Arbeit knüpfte er mit dem Zyklus Funny Money an.  Kulhánek schuf außerdem viele tschechische Briefmarken.